# 스트립 몰

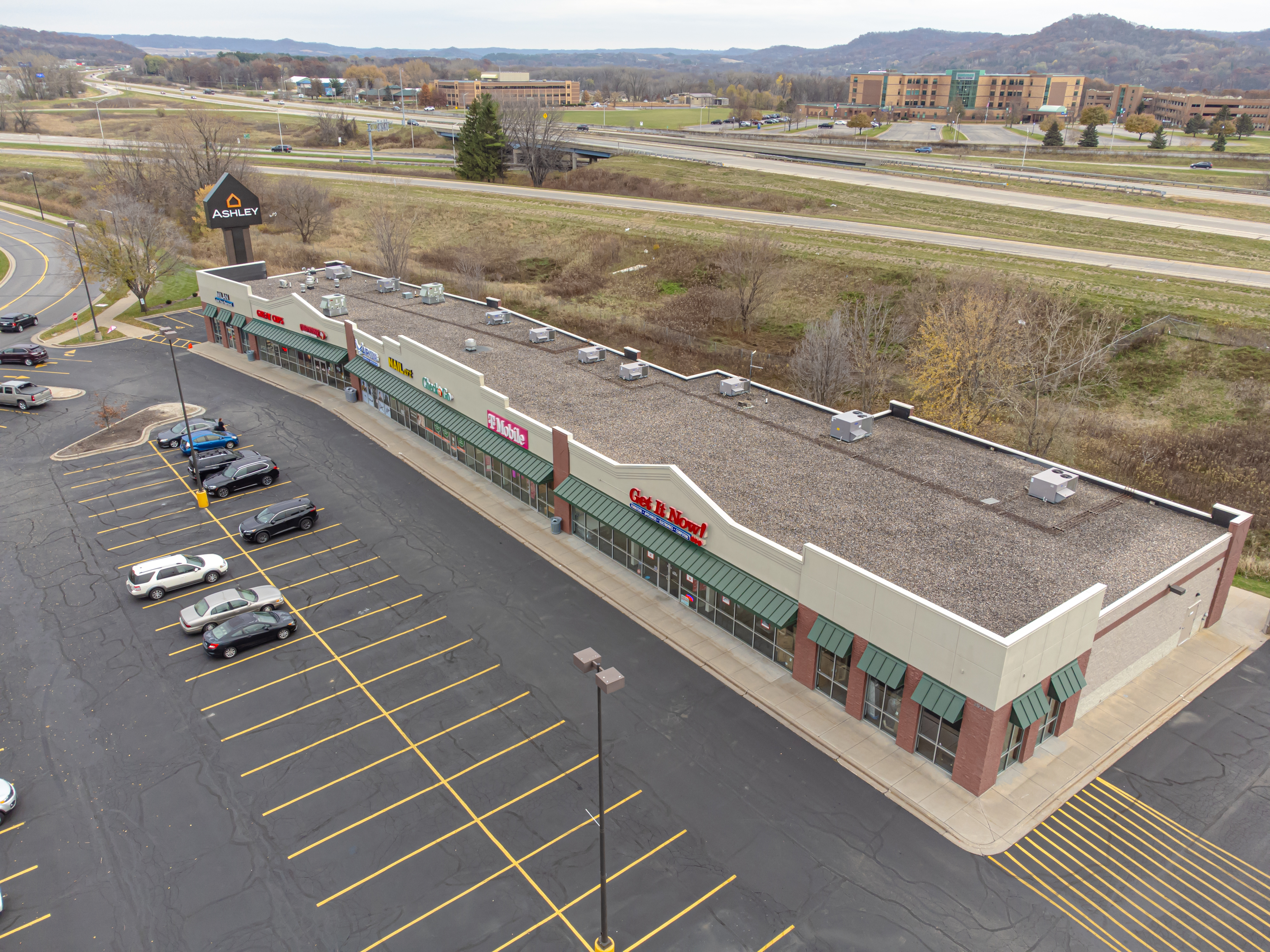
위스콘신주의 한 스트립 몰

스트립 몰(strip mall), 스트립 센터(strip centre), 스트립 플라자(strip plaza) 또는 단순히 플라자(plaza)는 북미와 호주에서 흔히 볼 수 있는 쇼핑 센터 유형으로, 앞에 보도가 있고 상점이 일렬로 배열되어 있다. 스트립 몰은 일반적으로 하나의 단위로 개발되며 앞에 대형 주차장이 있다. 그들 중 다수는 주요 교통 간선 도로를 마주하고 있으며 주변 지역과의 보행자 연결이 거의 없는 자급식 경향이 있다. 더 작은 스트립 몰은 미니 몰이라고 부를 수 있고, 더 큰 쇼핑몰은 파워 센터 또는 빅 박스 센터라고 부를 수 있다. 2013년 뉴욕 타임즈는 미국에 65,840개의 스트립 몰이 있다고 보도했다. 2020년 월스트리트저널은 미국에서는 2010년경부터 계속되는 소매업 대재앙에도 불구하고 스트립몰에 대한 투자와 방문객 수가 증가하고 있다고 썼다.
영국과 아일랜드에서는 스트립 몰을 소매 공원 또는 소매점이라고 한다. 일반적으로 대부분의 마을과 도시 외곽에 위치하며 영국의 하이스트리트(High Street) 또는 아일랜드의 메인스트리트(Main Street)의 대안으로 사용된다. 소매 단지는 일반적으로 보행자 전용인 하이 스트리트(High Street)와는 달리 자동차의 광범위한 사용과 상점 근처에 주차할 수 있는 능력으로 인해 인기를 얻었다.
호주에서 "스트립 숍"(strip shop) 또는 "쇼핑 센터"는 도시 또는 교외 지역의 주요 거리를 따라 늘어선 독립 상점과 건물을 의미하며 포장 도로(보도)에서 뒤로 물러나지 않고 전용 주차 공간이 없다.

## 같이 보기
- 소매 (상업)